# 懷特霍爾斯 (加利福尼亞州)
懷特霍爾斯（英語：White Horse）是位於美國加利福尼亞州莫多克縣的一個非建制地區。該地的面積和人口皆未知。

## 地理
懷特霍爾斯的座標為41°18′40″N 120°23′54″W / 41.31111°N 120.39833°W，而該地的平均海拔高度為1348米（即4423英尺）。